# Кит, Роберт
Роберт Кит (англ. Robert Keith), имя при рождении Ролланд Кит Ричи (англ. Rolland Keith Richey; 10 февраля 1898 — 22 декабря 1966) — американский актёр театра и кино, более всего известный по фильмам 1950-х годов.
Разносторонний характерный актёр, Кит создавал образы как уверенных в себе, так и слабовольных персонажей, играя старших офицеров и детективов, отцов семейств и преступников. К числу наиболее заметных картин с участием Кита относятся фильмы нуар «Бумеранг!» (1947), «Женщина в бегах» (1950) и «Четырнадцать часов» (1951), мелодрама «Моё глупое сердце» (1949), байкерская драма «Дикарь» (1953), музыкальная комедия «Парни и куколки» (1955) и биографическая драма о музыканте «Люби меня или покинь меня» (1955). Лучшими фильмами Кита стали мелодрама «Слова, написанные на ветру» (1956), военная драма «Люди на войне» (1957) и нуаровый триллер «Линейка» (1958).

## Ранние годы жизни
Роберт Кит родился 10 февраля 1898 года в городке Фаулер, штат Индиана.
Кит начал зарабатывать на жизнь в родном городе, выступая с номерами перед сеансами в кинотеатрах. С 16 лет Кит стал играть на сцене, как в репертуарных театрах, а затем и на Бродвее, где впервые сыграл в 1921 году. Поработав в десятках пьес по всей стране (в том числе сыграв в пяти бродвейских спектаклях), Кит одновременно развивал свои драматургические способности.
В 1927 году Кит написал пьесу «Скупец», которая была поставлена на Бродвее. Хотя она выдержала всего 9 представлений, пьеса имела успех у критики и обратила на себя внимание Голливуда. Кит получил приглашение от студии «Юнивёрсал» писать реплики для первых звуковых фильмов, в частности, он принял участие в работе над сценарием фильма «Декстри снова в седле» (1932) с Томом Миксом в главной роли. Кроме того Кит также сыграл небольшие роли в нескольких фильмах 1930-31 годов.
В 1932 году он вернулся на Бродвей, где была поставлена его вторая пьеса «Сингапур» (1932), а сам вновь стал театральным актёром, сыграв в 1933—1951 годах в общей сложности в 16 бродвейских спектаклях, среди них «Жёлтый Джек» (1934), «Детский час» (1934—1936), «Леди и джентльмены» (1939—1940) и «Мистер Робертс» (1948—1951). Благодаря последнему спектаклю, где Кит сыграл роль философствующего Дока, Кита вновь пригласили в Голливуд.

## Кинокарьера в 1940-50-е годы
В 1947 году Кит сыграл роль провинциального политика-реформатора в нуаровой судебной драме Элии Казана «Бумеранг!» (1947) с Дэной Эндрюсом в роли прокурора, который борется за верховенство закона над политическими и личными интересами горожан.
В 1949 году Кит вернулся в кино на постоянной основе, быстро став там своим человеком и уважаемым характерным актёром. В 1949 году режиссёр Марк Робсон поставил фильм «Моё глупое сердце» (1949) по рассказу Джерома Сэлинджера с Эндрюсом и Сьюзен Хейворд, где Кит сыграл роль отца главной героини, страдающего от скоропалительного и потому несчастного брака перед уходом на фронт во время Первой мировой войны. Вслед за ним Робсон поставил фильм нуар «Край гибели» (1950) рассказывает о молодом парне в Нью-Йорке (Фарли Грейнджер), который от нищеты и безысходности убивает местного священника, а затем под влиянием другого священника (Дэна Эндрюс) приходит к осознанию греховности своих действий. Кит сыграл в этой картине роль инспектора полиции, который ведёт расследование убийства.
В нуаровом триллере Нормана Фостера «Женщина в бегах» (1950) с участием Денниса О’Кифа и Энн Шеридан Кит сыграл третью по значимости роль инспектора полиции, который ведёт расследование убийства и розыск ключевого свидетеля, который в страхе скрылся от полиции. Вестерн Рудольфа Мате «Клеймо» (1950) с Аланом Лэддом в главной роли рассказывает о попытке ковбоя с преступными намерениями, которого играет Кит, завладеть ранчо богатого скотовладельца (Чарльз Бикфорд).
В 1951 году в фильме нуар Генри Хэтэуэя «Четырнадцать часов» (1951) Кит сыграл запоминающуюся роль слабовольного отца главного героя (Ричард Бейсхарт), который решил покончить жизнь самоубийством, бросившись с пятнадцатого этажа нью-йоркского небоскрёба.
Ещё одна драма Робсона «Я хочу тебя» (1951) была поставлена по сценарию Ирвина Шоу, её действие происходит в небольшом американском городке в годы Корейской войны. Главные роли, как и в предыдущем фильме режиссёра, исполнили Эндрюс и Грейнджер (на этот раз они играют братьев), а также Дороти МакГуайр. Кит исполнил роль отца братьев, который сознаётся в том, что истории о его героизме во время Второй мировой войны были обманом.
В 1952 году Кит сыграл в биографической музыкальной мелодраме «Кто-то любит меня» (1952) с Бетти Хаттон и Ральфом Микером и в комедии «Прямо через улицу» (1952) с Энн Шеридан.
В 1953 году вышла одна из первых байкерских драм — «Дикарь» (1953) Ласло Бенедека с Марлоном Брандо в роли главаря байкеров, которому противостоит отец подружки Брандо, слабый полицейский в исполнении Кита. В 1955 году Кит сыграл ещё в одном фильме с Брандо — музыкально-романической комедии Джозефа Манкевича «Парни и куколки» (1955) с участием Джин Симмонс и Фрэнка Синатры, где Кит сыграл роль «жёсткого копа с пронзительным взглядом».
В промежутке между этими картинами вышла музыкальная мелодрама Гордона Дугласа «Молодые сердцем» (1954) с участием Дорис Дэй и Синатры, где Кит сыграл роль отца главной героини. Году спустя Кит сыграл ещё в одной музыкальной мелодраме «Люби меня или покинь меня» (1955) Чарльза Видора, также с участием Дэй и Джеймса Кэгни. В 1956 году Кит сыграл в мелодраме Дугласа Сирка «Слова, написанные на ветру» (1956) с участием Рока Хадсона и Лорен Бэколл. Как и в фильме «Молодые сердцем» (1954), в этой картине Кит был отцом героини, сыгранной Дороти Мэлоун.
В том же году Кит сыграл шефа полиции в криминальной драме «Выкуп!» (1956) о похищении ребёнка с Гленном Фордом и Донной Рид в главных ролях, а также командира полка и тестя главного героя в исполнении Роберта Вагнера в военной драме Ричарда Флейшера «Между раем и адом» (1956). Кит сыграл полковника, на этот раз контуженного, и в своём следующем значимом военном фильме, на этот раз — о Корейской войне — «Люди на войне» (1957) режиссёра Энтони Манна с Робертом Райаном и Алдо Рэем.
В одном из лучших поздних фильмов нуар «Линейка» (1958) режиссёра Дона Сигела Кит сыграл роль наставника и партнёра психопатического киллера в исполнении Илая Уоллака. В 1958 году вышел фильм итальянского режиссёра Альберто Латтуады «Буря» (1958) по мотивам повести А. С. Пушкина «Капитанская дочка», где Кит исполнил роль капитана Миронова.
Последними заметными фильмами в кинокарьере Кита были вестерны. В 1959 году он сыграл полковника американской армии, которая ведёт охоту на Панчо Вилью в 1916 году, в картине Роберта Россена «Они пришли в Кордуру» (1959) с Гэри Купером и Ритой Хейворт. В вестерне Энтони Манна «Симаррон» (1960) с Гленном Фордом и Марией Шелл Кит сыграл идеалистического владельца провинциальной газеты. В фильме «Отряд из ада» (1961) Кит исполнил роль отставного армейского капитана, который в составе добровольческого отряда ведёт охоту на группу сбежавших особо опасных преступников.

## Карьера на телевидении
С 1949 года Кит стал сниматься на телевидении, сыграв, в частности, в отдельных эпизодах таких популярных телесериалов, как «Шоу Дика Пауэлла» (1962), «Альфред Хичкок представляет» (1962), «Беглец» (1964) и «Сумеречная зона» (1964), которая стала его последней актёрской работой.

## Личная жизнь
Роберт Кит был женат четыре раза.
Второй женой Кита была театральная актриса Хелена Шипман, которая в 1921 году родила ему сына Брайана Кита, который ещё ребёнком сыграл вместе с отцом в нескольких немых фильмах, а во взрослом возрасте сам стал актёром, известным по многим телесериалам, в первую очередь по семейному комедийному сериалу «Домашнее дело» (1966—1971) и комедийному «Шоу Брайана Кита» (1972—1974).
В 1927—1929 годах Кит был женат на успешной бродвейской актрисе Пег Энтуисл, более всего прославившейся после того, как покончила с собой в 1932 году, спрыгнув с буквы «Н» знаменитого знака «HOLLYWOOD» на Голливудских холмах в Лос-Анджелесе.
На своей четвёртой жене Дороти Тирни Кит женился в 1930 году, прожив с ней вплоть до своей смерти, которая наступила 22 декабря 1966 года в Лос-Анджелесе, Калифорния, США

## Фильмография
- 1924 — Другая любовь / The Other Kind of Love — Джордж Бентон
- 1930 — Абрахам Линкольн / Abraham Lincoln — Курьер (в титрах не указан)
- 1930 — Только представь / Just Imagine — Хорист (в титрах не указан)
- 1931 — Белые плечи / White Shoulders — Статист (в титрах не указан)
- 1931 — Плохая компания / Bad Company — Крамп/Профессор/Проф (а титрах не указан)
- 1933 — Тень смеётся / The Shadow Laughs — Джордж Хэкетт
- 1947 — Бумеранг! / Boomerang! — Мэк МакКрири
- 1949 — Моё глупое сердце / My Foolish Heart — Генри Уинтерс
- 1949—1953 — Первая студия / Studio One (телесериал, 3 эпизода)
- 1950 — Реформатор и рыжая голова / The Reformer and the Redhead — Тим Харвей
- 1950 — Край гибели / Edge of Doom — Детектив, лейтенант Мэндел
- 1950 — Женщина в бегах / Woman on the Run — Инспектор Мартин Феррис
- 1950 — Клеймо / Branded — Т. Джефферсон Леффингвелл
- 1951 — Четырнадцать часов / Fourteen Hours — Пол Е. Косик
- 1951 — Жених возвращается / Here Comes the Groom — Джордж Дегнан
- 1951 — Я хочу тебя / I Want You — Томас Грир
- 1952 — Прямо через улицу / Just Across the Street — Уолтер Медфорд
- 1952 — Кто-то любит меня / Somebody Loves Me — Сэм Дойл
- 1952 — Телевизионный театр «Филко» / The Philco Television Playhouse (телесериал, 1 эпизод)
- 1952 — Театр Пулитцеровской премии / Pulitzer Prize Playhouse (телесериал, 1 эпизод)
- 1953 — Арена боя / Battle Circus — Подполковник Хилари Уолтерс
- 1953 — Девчонка из городка / Small Town Girl — Судья Гордон Кимбелл
- 1953 — Каньон дьявола / Devil’s Canyon — Охранник Стив Морган
- 1953 — Дикарь / The Wild One — Шериф Гарри Бликер
- 1953 — Театр «Армстронг» / Armstrong Circle Theatre (телесериал, 1 эпизод)
- 1954 — Бой барабана / Drum Beat — Билл Сэттеруайт
- 1954 — Молодые сердцем / Young at Heart — Грегори Таттл
- 1954 — Телевизионный час «Моторолы» / The Motorola Television Hour (телесериал, 1 эпизод)
- 1955 — Под водой! / Underwater! — Отец Кэннон
- 1955 — Люби меня или покинь меня / Love Me or Leave Me — Бернард В. Лумис
- 1955 — Парни и куколки / Guys and Dolls — Лейтенант Брэнниган
- 1956 — Выкуп / Ransom! — Шеф полиции Джим Бэкетт
- 1956 — Между раем и адом / Between Heaven and Hell — Полковник Казинс
- 1956 — Слова, написанные на ветру / Written on the Wind — Джаспер Хэдли
- 1957 — Люди на войне / Men in War — Полковник
- 1957 — Мой дворецкий Годфри / My Man Godfrey — Александер Баллок
- 1957 — Ярость / Fury (телесериал, 1 эпизод)
- 1958 — Линейка / The Lineup — Джулиан
- 1958 — Буря / La tempesta — Капитан Миранов
- 1959 — Они прибыли в Кордуру / They Came to Cordura — Полковник Роджерс
- 1960 — Симаррон / Cimarron — Сэм Пеглер
- 1961 — Отряд из ада / Posse from Hell — Капитан Джеремиа Браун
- 1961 — Горации и Куриации / Orazi e Curiazi — Тулло Хостилио — Король Рима
- 1962 — Шоу Дика Пауэлла / The Dick Powell Show (телесериал, 1 эпизод)
- 1962 — Альфред Хичкок представляет / Alfred Hitchcock Presents (телесериал, 1 эпизод)
- 1963 — Одиннадцатый час / The Eleventh Hour (телесериал, 1 эпизод)
- 1964 — Час Альфреда Хичкока / The Alfred Hitchcock Hour (телесериал, 1 эпизод)
- 1964 — Беглец / The Fugitive (телесериал, 1 эпизод)
- 1964 — Сумеречная зона / The Twilight Zone (телесериал, 5 Сезон, 25 эпизод)